# Eleanor Roosevelt
Anna Eleanor Roosevelt /ˈɛlɪnɔr ˈroʊzəvɛlt/ (11 tháng 10 năm 1884 – 7 tháng 11 năm 1962) là chính khách Mỹ, từng là Đệ Nhất Phu nhân Hoa Kỳ, từ năm 1933 đến 1945 để cổ xuý kế hoạch New Deal của chồng, Tổng thống Franklin D. Roosevelt, cũng như vận động cho quyền công dân. Sau khi Roosevelt từ trần, bà tự gây dựng sự nghiệp cho mình trong cương vị của một tác giả và diễn giả, ủng hộ Liên minh New Deal, bà cũng được xem như là phát ngôn nhân cho các quyền con người. Bà là nhà tiên phong trong phong trào ủng hộ nữ quyền (dù chống đối Tu chính án Quyền Bình đẳng), là người kiến tạo một hình mẫu mới cho vai trò Đệ Nhất Phu nhân. Roosevelt hoạt động tích cực trong nỗ lực hình thành nhiều định chế, đáng kể nhất là Liên Hợp Quốc, Hiệp hội Liên Hợp Quốc và Nhà Tự do. Bà chủ toạ uỷ ban soạn thảo và chuẩn thuận Bản Tuyên ngôn Nhân quyền. Tổng thống Harry S. Truman gọi bà là Đệ Nhất Phu nhân của Thế giới, nhằm tôn vinh người phụ nữ đặc biệt này vì những chuyến du hành đưa bà đến nhiều nơi trên thế giới để vận động cho quyền con người.

## Tiểu sử

### Thiếu thời
Anna Eleanor Roosevelt chào đời tại nhà số 56 Đường 37 Tây, Thành phố New York, con của Elliott Roosevelt và Anna Eleanor Hall, cũng là cô cháu yêu và cháu đỡ đầu của Tổng thống Theodore Roosevelt. Gia đình của Eleanor là hậu duệ của Claes Martenszen van Rosenvelt, di cư đến New Amsterdam (Khu Manhattan) từ Hà Lan trong thập niên 1640. Cháu nội của ông, Johannes và Jacobus, là tộc trưởng các chi phái Oyster Bay và Hyde Park ở New York thuộc gia tộc Roosevelt. Eleanor là hậu duệ của Johannes trong khi chồng của bà, Franklin, thuộc chi Jacobus.
Cựu tổng thống Theodore Roosevelt là người thay mặt người cha chăm sóc cô gái sau này trở thành Đệ Nhất Phu nhân Hoa Kỳ. Bà không chịu sử dụng tên Anna Eleanor trừ khi để ký chi phiếu và các văn kiện chính thức khác, nhưng luôn thích được gọi với tên Eleanor. Bà cũng là hậu duệ, về họ ngoại, của William Livingston, người đã ký tên vào Hiến pháp Hoa Kỳ.

### Mồ côi sớm
Sau khi cha mẹ qua đời, cô bé Anna Eleanor được nuôi dưỡng bởi bà ngoại, một phụ nữ tính khí lạnh lùng, trong một ngôi nhà theo nề nếp nghiêm nhặt ở Đại lộ Newbridge (nay là Đại lộ East Meadow) ở East Meadow, New York. Mặc dù vẫn được chiều chuộng bởi bác Theodore, Eleanor cảm thấy mình xung khắc với người chị cả, Alice Roosevelt.

### Học vấn

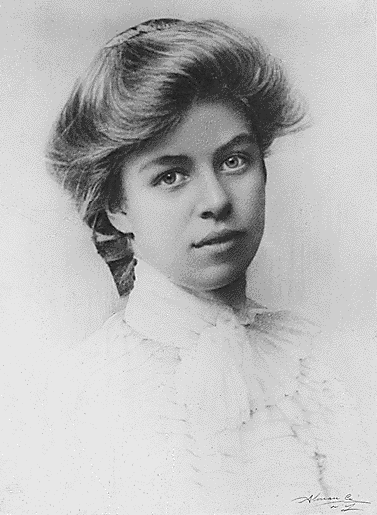
Eleanor năm 14 tuổi (1898)

Nhờ sự khuyến khích của cô Anna "Bamie" Roosevelt, chị gái của Theodore Roosevelt, Eleanor đến học tại một trường nữ sinh nội trú ở Anh từ năm 1899 đến 1902. Tại đây, cô gái trẻ chịu ảnh hưởng sâu đậm và bền bỉ từ cô hiệu trưởng, Mademoiselle Marie Souvestre. Souvestre đặc biệt yêu thích các lý tưởng tự do, thường có Eleanor bên cạnh trong những chuyến du hành khắp Âu châu cũng như khi nghiên cứu lịch sử, ngôn ngữ và văn chương. Trong thời gian này, nảy nở trong lòng Eleanor một sự quan tâm bền vững về lý tưởng công bằng xã hội, cùng tri thức và sự chững chạc cần thiết để có thể trình bày quan điểm của mình cách khúc triết với sức thuyết phục. Eleanor kể tên Souvestre trong số ba nhân vật có ảnh hưởng lớn trên cuộc đời cô. Ở trường, Eleanor thoát khỏi vỏ ốc đã từng giam hãm tuổi thơ của cô trong cô đơn, và cho cô cơ hội phát triển cả trong hai phương diện tình cảm và học thuật. Đến thời điểm phải từ giã trường học để trở về New York, người đỡ đầu của Eleanor, Cô Souvestre, đã làm hết sức mình để chuẩn bị cho cô gái trẻ trước khi trả cô về với thế giới riêng của dòng họ Roosevelt thuộc chi phái Hyde Park.

## Chuyện tình Roosevelt
Năm 1902, Eleanor tình cờ gặp người chú họ của mình, Franklin Delano Roosevelt, sinh viên Đại học Harvard, để bắt đầu đến với nhau trước khi đính hôn vào tháng 11 năm 1903. Sara Delano Roosevelt, mẹ của FDR, kịch liệt chống đối cuộc hôn nhân và thành công trong nỗ lực dời hôn lễ lại đến 16 tháng.
Vào ngày lễ Thánh Patrick (17 tháng 3) năm 1905, Eleanor kết hôn với Franklin D. Roosevelt; Tổng thống Theodore Roosevelt thay mặt cha của cô dâu dẫn cô đến với người chồng tương lai. Ngay sau đám cưới, bà mẹ chồng lập tức tìm cách kiểm soát cuộc sống của đôi vợ chồng trẻ. Bà chọn nhà cho họ, cách nhà bà ba khu phố, trang trí và mua sắm nội thất cũng như thuê mướn người phục vụ trong nhà theo ý bà.

Franklin và Eleanor tại đảo Campobello năm 1905

Franklin và Eleanor có sáu người con, Anna Eleanor Jr., James, Franklin Delano Jr. (1909-1909), Elliot, Franklin Delano Jr. và John Aspinwall.

### Bất hoà
Ngoại trừ thời gian hạnh phúc ban đầu, cuộc hôn nhân bị tổn thương sâu sắc bởi mối tình nảy nở giữa Franklin và thư ký xã hội của Eleanor, Lucy Mercer (sau này là bà Lucy Mercer Rutherfurd) trong khi Eleanor vẫn phải tiếp tục mối quan hệ đầy sóng gió với bà mẹ chồng độc đoán, Sara Delano Roosevelt. Tuy nhiên, khi Franklin muốn li dị vợ để đến với Lucy, Sara đã phản đối kịch liệt bằng cách dọa sẽ tước quyền thừa kế tài sản của Franklin. Cuộc hôn nhân tiếp tục đến khi Franklin qua đời, nhưng tình cảm của vợ chồng Franklin không thể hàn gắn được như ban đầu. Eleanor đã trở nên độc lập hơn so với trước khi việc ngoại tình xảy ra. Với chiều cao 5’10’’ (177,8 cm), bà mẹ chồng chỉ chịu thua nàng dâu 2 inch (5,08 cm) về chiều cao.

## Đệ Nhất Phu nhân và Hoa Kỳ
Suốt trong nhiệm kỳ tổng thống của Franklin Roosevelt, Eleanor nói nhiều về Phong trào Dân quyền Mỹ và về quyền của người Mỹ gốc Phi. Mặc dù FDR không tỏ ra tích cực với lý tưởng dân quyền vì cần sự ủng hộ của đảng viên Dân chủ miền Nam (công khai ủng hộ phân biệt chủng tộc) để thúc đẩy những vấn đề khác trong nghị trình, chính nhờ mối quan hệ của Eleanor với cộng đồng người Mỹ gốc Phi đã giúp Franklin Roosevelt giành được nhiều phiếu.
Năm 1939, ca sĩ opera Marian không được phép trình diễn tại Constitution Hall ở Washington, Eleanor đã sắp xếp cho Anderson trình diễn trên những bậc thềm của Đài Tưởng niệm Lincoln trước đám đông khán giả lên đến 70.000 người, chưa kể hàng triệu thính giả trên toàn quốc trực tiếp nghe cô hát qua sóng phát thanh.
Eleanor chống lại quyết định của chồng khi ông ký sắc lệnh quản thúc 110.000 người Nhật Bản và công dân Mỹ gốc Nhật trong những trại quản chế đặt ở miền Tây. Năm 1943, cùng với Wendell Willkie và những người Mỹ khác quan ngại về những mối đe doạ cho hoà bình và dân chủ trong Chiến tranh thế giới thứ hai, bà ra sức vận động thành lập Nhà Tự do (Freedom House).
Eleanor nhận được những số tiền lớn nhờ những hoạt động quảng cáo. Văn phòng Cà phê hãng hàng không Pan-American, được hỗ trợ bởi tiền thuế từ tám chính phủ nước ngoài, trả cho Eleanor mỗi tuần 1.000 USD tiền quảng cáo. Khi Bộ Ngoại giao phát hiện chuyện Đệ Nhất Phu nhân được các chính phủ ngoại quốc trả tiền quá hậu hĩnh đã tìm cách ngăn chặn hợp đồng này nhưng không thành công.

## Rời toà Bạch Ốc
Sau khi tổng thống Roosevelt từ trần năm 1945, bà lui về sống ở lãnh địa Hyde Park trong ngôi nhà Val-Kill mà chồng bà đã cho thiết kế lại cho bà, toạ lạc kế cận ngôi nhà chính.
Trước đó là một xưởng nhỏ sản xuất hàng trang trí nội thất cho công ty Val-Kill Industries, ngôi nhà Van-Kill cống hiến cho Eleanor cuộc sống biệt lập bà cần có trong suốt nhiều năm. Đối với bà, ngôi nhà giống như một nơi ẩn náu khỏi bà mẹ chồng độc đoán và áp chế, Sara Delano Roosevelt (Faber 1983). Ở đây bà tổ chức những buổi gặp mặt trong vòng bạn bè. Địa điểm này nay là Trung tâm Roosevelt tại Val-Kill, được quyên tặng cho "Niềm tin của Eleanor Roosevelt, đó là người ta có thể nâng cao phẩm chất cuộc sống qua những hành động có mục đích, lập nền trên sự đối thoại giữa những người thuộc nhiều khuynh hướng khác nhau, tập trung chú ý vào những nhu cầu đa dạng của xã hội".

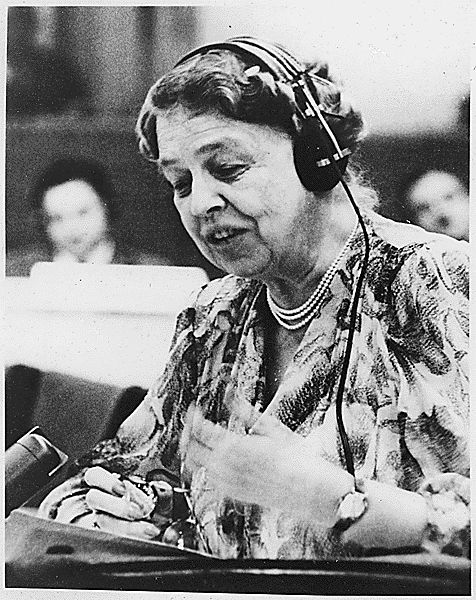
Eleanor Roosevelt diễn thuyết tại Liên Hợp Quốc, khoảng năm 1947

Sau Thế chiến Thứ hai, Eleanor Roosevelt, cùng với René Cassin, John Peters Humphrey, và những người khác, thủ giữ vai trò tích cực trong tiến trình soạn thảo Tuyên ngôn Nhân quyền của Liên Hợp Quốc và là chủ tịch đầu tiên của Ủy ban Nhân quyền Liên Hợp Quốc (Glendon 2000). Đêm 28 tháng 11 năm 1948, Eleanor Roosevelt gọi bản Tuyên ngôn là "Hiến chương quốc tế của toàn thể nhân loại" (James 1948). Tuyên ngôn nhận được sự phê chuẩn đồng thuận của Đại hội đồng Liên Hợp Quốc vào ngày 10 tháng 12 năm 1948 (Kenton 1948). Đây là thành quả rực rỡ nhất của Eleanor Roosevelt.
Từ thập niên 1920 cho đến khi qua đời năm 1962, Eleanor vẫn tiếp tục dính líu vào các vấn đề chính trị. Bà chống đối Tu chính án Quyền Bình đẳng vì cho rằng tu chính án này ngăn cản Quốc hội và các tiểu bang thông qua những đạo luật bảo vệ đặc biệt, theo quan điểm của bà, là cần thiết cho giới nữ công nhân.

### Vấn đề Công giáo
Trong tháng 7 năm 1949, thái độ không rõ ràng của Eleanor đối với người Công giáo tại Hoa Kỳ gây ra một cuộc đối đầu giữa bà với Hồng y Francis Spellman, Tổng Giám mục New York. Trong những bài báo của mình, Eleanor đả kích các đề án sử dụng trợ cấp liên bang cho các hoạt động không tôn giáo (như vận chuyển bằng xe buýt) dành cho học sinh các trường học Công giáo. Spellman chỉ ra rằng gần đây Tối cao Pháp viện đã tán thành các hỗ trợ như thế, và cáo buộc Eleanor có lập trường chống Công giáo. Nhưng vì đa số đảng viên Dân chủ ủng hộ Eleanor Roosevelt nên Spellman đã đến gặp bà tại nhà riêng ở Hyde Park để giải hoà. Tuy vậy, Eleanor vẫn kiên trì quan điểm cho rằng các trường học Công giáo – cũng giống giáo hội - là không hoàn toàn dân chủ, vì vậy không nên nhận trợ cấp liên bang. Không như chồng bà, Eleanor không được tín hữu Công giáo ưa thích.

### New York và chính trường quốc gia
Năm 1954, ông chủ của tổ chức Tammany Hall (một guồng máy chính trị thuộc Đảng Dân chủ, hoạt động tích cực ở thành phố New York từ thập niên 1790 đến thập niên 1960), Carmine DeSapio, vận động chống lại con trai của Eleanor, Franklin D. Roosevelt, Jr., trong cuộc chạy đua tranh chức bộ trưởng Tư pháp tiểu bang New York, và đánh bại Roosevelt, Eleanor qui trách nhiệm cho DeSapio và ngày càng tỏ ra khinh miệt đối với tư cách chính trị của DeSapio trong suốt những năm còn lại của thập niên 1950.
Dần dà, bà kết hợp với nhóm bạn cũ như Herbert Lehman và Thomas Finletter thành lập Ủy ban Cử tri Dân chủ New York, vận động đẩy mạnh tiến trình dân chủ bằng cách chống đối kế hoạch tái thiết tổ chức Tammany. Cuối cùng, họ cũng thành công và đến năm 1961 DeSapio bị buộc phải rời bỏ quyền lực.
Eleanor Roosevelt là bạn thân của Adlai Stevenson và nhiệt liệt ủng hộ ông trong nỗ lực trở nên ứng cử viên tổng thống Đảng Dân chủ vào những năm 1952 và 1956. Khi Tổng thống Truman ủng hộ Thống đốc bang New York, W. Averell Harriman, một đồng minh thân tín của Carmine DeSapio, đại diện Đảng Dân chủ tranh chức tổng thống, Eleanor Roosevelt tỏ vẻ thất vọng nhưng vẫn tiếp tục ủng hộ Stevenson, sau cùng Stevenson đã giành được sự đề cử. Bà ủng hộ Stevenson một lần nữa trong năm 1960, nhưng lần này John F. Kennedy giành được sự đề cử của Đảng Dân chủ.
Eleanor Roosevelt là người chịu trách nhiệm thành lập Công viên Quốc tế Roosevelt Campobello rộng 2.800 acre (11 km²) tại Đảo Campobello, New Brunswick, vào năm 1964, nguyên là lãnh địa mùa hè của Roosevelt tặng chính phủ Canada và chính phủ Hoa Kỳ.
Eleanor Roosevelt là người thích nói thẳng về nhiều vấn đề khác nhau, tiếp tục kích động thế giới với những lời bình phẩm và cung cách bày tỏ quan điểm của bà, ngay cả khi đã đến tuổi 70.
Eleanor Roosevelt giỏi bắn cung, là một trong những phụ nữ hiện đại đầu tiên tham gia vào môn thể thao săn bắn bằng cung tên. Tài bắn cung của bà được miêu tả trong các tác phẩm của những nhà thiện xạ đương thời như Fred Bear, Howard Hill và Saxton Pope như là nữ thần Diana của thế kỷ XX. Những câu chuyện về những chuyến đi săn của Eleanor Roosevelt luôn được công chúng đón nhận dù chúng không giúp ích gì nhiều cho lý tưởng giải phóng phụ nữ: để tuân thủ những định kiến hẹp hòi vào lúc ấy, các câu chuyện kể của Eleanor Roosevelt được xuất bản dưới một bút danh của nam giới "Chuck Painton" để tránh xúc phạm số lượng độc giả phái nam đông đảo của tờ tạp chí.

## Cuối đời

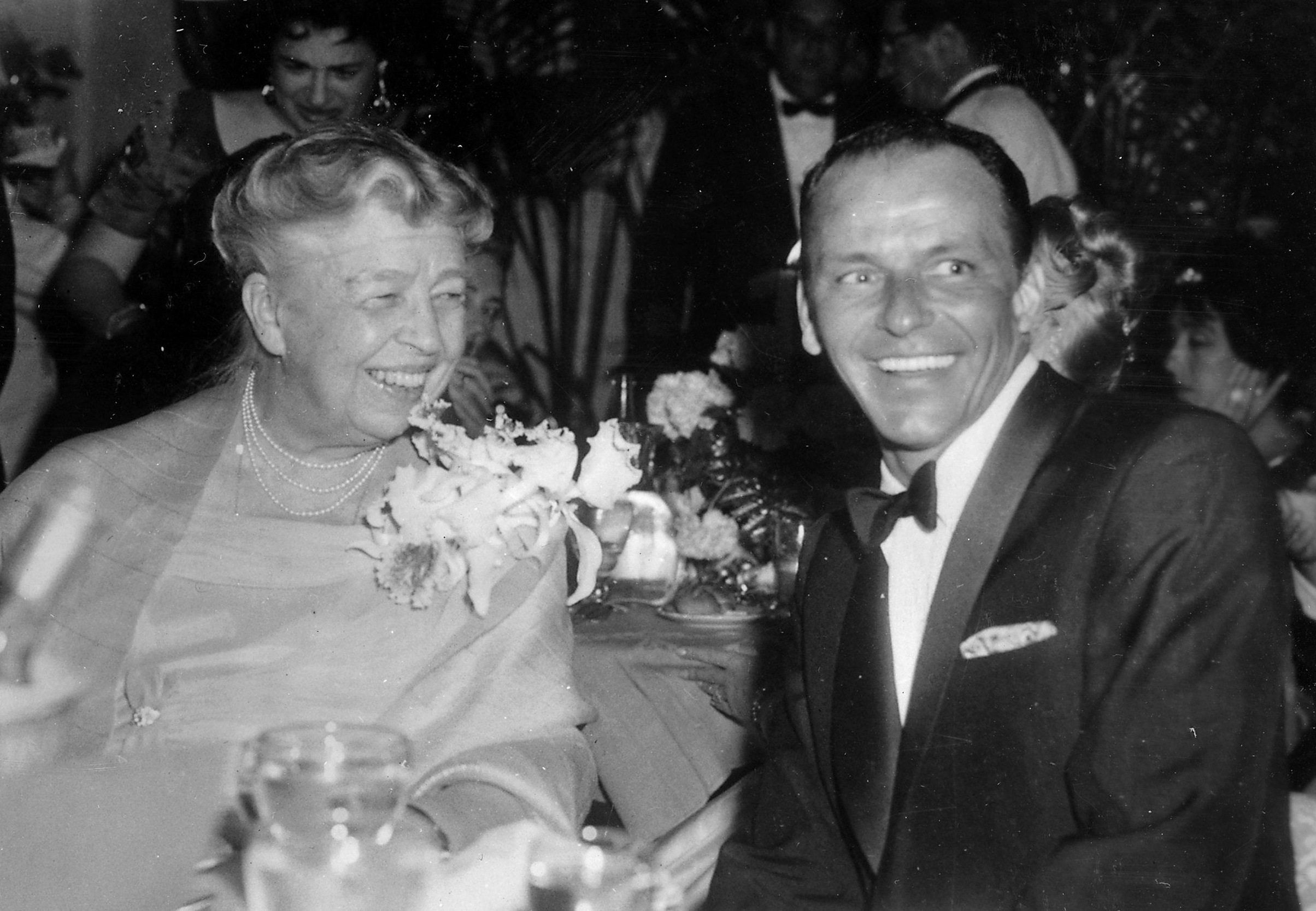
Eleanor Roosevelt và Frank Sinatra, năm 1960

Năm 1961, một tuyển tập gồm toàn bộ sách tiểu sử của bà được phát hành dưới tên Tiểu sử Eleanor Roosevelt, vẫn tiếp tục được ấn hành cho đến nay.
Eleanor Roosevelt sống thêm gần 20 năm sau khi chồng qua đời. Bà mắc bệnh lao tuỷ xương, tái phát sau lần nhiễm bệnh năm 1919, và từ trần tại chung cư của bà ở Manhattan vào chiều tối ngày 7 tháng 11 năm 1962, hưởng thọ 78 tuổi.
Eleanor được an táng bên cạnh chồng, Franklin D. Roosevelt, ở Hyde Park, New York ngày 10 tháng 11 năm 1962. Sự ngưỡng mộ của công chúng dành cho bà lớn đến nỗi đã có một tranh vẽ tưởng niệm bà thể hiện hình ảnh hai thiên sứ nhìn xuống một khoảng trống giữa các đám mây, với hàng chữ "Bà ấy đang ở đây" mà không cần một lời chú thích nào.
Bà Roosevelt luôn trung thành với "Bác Ted", dù ông đã mất bốn mươi năm. Còn lại trong các đồ dùng riêng tư của bà là thẻ hội viên Hiệp hội Theodore Roosevelt.
Sau khi Eleanor mất, con trai bà, Elliot Roosevelt, viết một chuỗi truyện hư cấu, Bí mật các vụ sát nhân, trở nên sách bán chạy nhất, trong đó bà thủ vai một thám tử giúp cảnh sát phá án, trong khi là Đệ Nhất Phu nhân. Các địa điểm thật và các nhân vật nổi tiếng có thật vào thời ấy đã được đem vào sách.
Năm 1968, bà được trao tặng Giải Nhân quyền của Liên Hợp Quốc. Sau khi bà mất, có một cuộc vận động trao giải thưởng Nobel Hoà bình cho bà, nhưng cho đến nay mới chỉ có một người được trao tặng giải này sau khi qua đời.
Theo thăm dò của Viện Gallup, Eleanor Roosevelt đứng hàng thứ chín trong số các nhân vật được ngưỡng mộ nhất trong thế kỷ XX.